# بوب بيكنل
بوب بيكنل (بالإنجليزية: Bob Bicknell)‏ هو مدرب رياضي أمريكي، ولد في 13 نوفمبر 1969 في هوليستون في الولايات المتحدة.